# Grote Prijs van de Etruskische Kust 2004
De Grote Prijs van de Etruskische Kust 2004 (Italiaans: Gran Premio Costa degli Etruschi 2004) was een wielrenwedstrijd die werd gehouden op zaterdag 8 februari in Italië. De wedstrijd, de opening van het Italiaanse wielerseizoen, ging over 191 kilometer van San Vincenzo naar Donoratico en werd voor de tweede keer in zijn carrière gewonnen door de Oekraïner Joeri Metloesjenko.

## Uitslag
| Grote Prijs van de Etruskische Kust 2004 |                    |                         |          |
| Plaats                                   | Naam               | Ploeg                   | Tijd     |
| Winnaar                                  | Joeri Metloesjenko | Landbouwkrediet-Colnago | 4u58'40" |
| 2                                        | Andrus Aug         | Domina Vacanze          | z.t.     |
| 3                                        | Crescenzo D'Amore  | Acqua & Sapone          | z.t.     |
| 4                                        | Elio Aggiano       | Team LPR                | z.t.     |
| 5                                        | Andrea Ferrigato   | Acqua & Sapone          | z.t      |
| 6                                        | Massimiliano Mori  | Domina Vacanze          | z.t.     |
| 7                                        | Matteo Tosatto     | Fassa Bortolo           | z.t.     |
| 8                                        | Mauro Santambrogio | Team LPR                | z.t.     |
| 9                                        | Fabio Borghesi     | Miche                   | z.t.     |
| 10                                       | Nicola Loda        | Tenax                   | z.t.     |

1997 · 1998 · 1999 · 2000 · 2001 · 2002 · 2003 · 2004 · 2005 · 2006 · 2007 · 2008 · 2009 · 2010 · 2011 · 2012 · 2013 · 2014 · 2015 · 2016 · 2017